# Matija Nastasić
Matija Nastasić (srbskou cyrilicí Матија Настасић; * 28. března 1993 Valjevo) je srbský profesionální fotbalista, který hraje na pozici středního obránce za španělský klub RCD Mallorca. Mezi lety 2012 a 2022 odehrál také 34 utkání v dresu srbské reprezentace.

## Klubová kariéra
Byl vychován v mládežnické akademii Partizanu Bělehrad. Tam se mu ale nepodařilo dostat do A-týmu a tak odešel hostovat do FK Teleoptik. Následně šel v roce 2011 do Itálie, kde o něho projevila zájem ACF Fiorentina a která ho koupila za cca 2,5 milionu €. Zde působil nejprve v mládežnickém týmu. Poté začal trénovat s A-týmem a svůj klubový debut si odbyl 11. září 2011 ve vítězném zápase Fiorentiny proti Bologni (výhra 2:0). Při zápase proti AC Milán Matija ukázal hodně svých vlastností, kdy tento výkon nezůstal ve světě fotbalu nepovšimnut a tak Matija přestoupil do anglického Manchesteru City, kde podepsal pětiletou smlouvu. V Manchesteru si svůj debut odbyl hned v prvním zápase Ligy mistrů proti Realu Madrid. Od ledna 2015 hostoval půl roku v FC Schalke 04,
v létě jej německý celek odkoupil za částku 12 milionů eur.

## Reprezentační kariéra
Nastasić hrál za srbskou jedenadvacítku. V A-mužstvu Srbska debutoval 29. února 2012 v přátelském zápase v Larnace proti týmu Kypru (remíza 0:0).